# Anders Andersson (moderat)
Anders Gustav Andersson, född 30 augusti 1928 i Ärla församling i Södermanlands län, död 8 maj 1989 i Oskarshamn (folkbokförd i Västerfärnebo församling i Västmanlands län), var en svensk lantbrukare och politiker som var riksdagsman för Moderaterna 1983–1989, invald från Västmanlands läns valkrets.
Andersson hade en lång politisk bana bakom sig, bland annat som landstingsråd, när han kom till riksdagen 1983. Under tiden som landstingsråd utmärkte han sig bland annat genom att vara en av de första som ifrågasatte landstingens existens, då han menade att de var byråkratiska, tungrodda, kostnadskrävande och dåliga på att ge medborgarna den vård och omsorg de betalt för. Han engagerade sig bland annat i frågor som rörde jordbrukspolitik, det kommunala självstyret och förbättring av villkoren för glesbygdens utveckling.
I samband med en flygolycka utanför Oskarshamn 1989 omkom Andersson tillsammans med ytterligare elva ledamöter i Post- och Teleutredningen som flög tillsammans för att delta i ett studiebesök på en av Televerkets telestationer.